# Hans Schneiderhöhn
Hans Schneiderhöhn (* 2. Juni 1887 in Mainz; † 5. August 1962 in Sölden (Schwarzwald)) war ein deutscher Mineraloge und Geologe.

## Leben und Wirken
Nach seinem Abitur studierte Hans Schneiderhöhn im Zeitraum von 1905 bis 1909 Mineralogie an den Universitäten Freiburg im Breisgau, München und schließlich Gießen, wo er 1909 bei Erich Kaiser zum Dr. phil. promoviert wurde. Zwei Jahre später wechselte er als erster Assistent von Theodor Liebisch zur Universität Berlin, wo er bis 1914 blieb. Der Erste Weltkrieg überraschte ihn im damaligen Deutsch-Südwestafrika (heute Namibia), wo er als Geologe der Otavi Minen- und Eisenbahn-Gesellschaft tätig war. Mit der bescheidenen verfügbaren Ausrüstung und von der Außenwelt abgeschnitten, entwickelte er in den nächsten vier Jahren die Erzmikroskopie auf einen bis dahin in der Praxis unerreichten Stand. Mit dieser Kompetenz kehrte er nach Ende des Krieges zurück, wo er sich 1919 an der Universität Frankfurt habilitierte.
Ein Jahr später folgte er einem Ruf an seine alte Justus-Liebig-Universität Gießen, wo er zunächst als außerordentlicher Professor und wenig später als ordentlicher Professor einen Lehrstuhl erhielt. Im Jahr 1924 wechselte er als Ordinarius für Mineralogie, Petrographie und Lagerstättenlehre an die RWTH Aachen. Dort wurde er von Paul Ramdohr abgelöst, als er 1926 einen Ruf zur Freiburger Albert-Ludwigs-Universität folgte, wo er schließlich bis zu seiner Emeritierung blieb. Im Jahr 1936 wurde er zum Mitglied der Leopoldina gewählt.
Hans Schneiderhöhn arbeitete auf dem Gebiet der mineralogisch-mikroskopischen und geologischen Erforschung von Erzlagern. Seine Schwerpunkte lagen dabei unter anderem auf den Gebieten der Untersuchung und Deutung der sedimentären Erze des Schwefelkreislaufs; den geochemischen Grundlagen der Lagerstättenbildung und ihrer Auswertung für rohstoffkundliche Fragen; der Lagerstättensystematik; der Entstehung regenerierter Lagerstätten; der Eingliederung der Lagerstättenbildung in geotektonische Zusammenhänge. Darüber hinaus war er Verfasser zahlreicher Fachbücher und Artikel für diverse Fachzeitschriften.
Im Laufe seiner Berufsjahre war Schneiderhöhn Mitglied in mehreren renommierten Institutionen. So war er unter anderem:
- Vizepräsident für Europa in der Society of Economic Geologists,
- Mitglied der Heidelberger Akademie der Wissenschaften,
- korrespondierendes Mitglied der Akademie der Wissenschaften zu Göttingen,
- Mitglied der Deutschen Akademie der Naturforscher Leopoldina in Halle (Saale),
- auswärtiges Mitglied der Accademia Nazionale dei Lincei in Rom,
- korrespondierendes Mitglied der Geologiska Föreningen in Stockholm (1931),
- korrespondierendes Mitglied der Geological Society of China,
- auswärtiges wissenschaftliches Mitglied des Kaiser-Wilhelm-Instituts für Eisenforschung (1928),
- Mitglied im Erzausschuss im Stahlinstitut VDEh,
- Ehrenmitglied im Oberrheinischen Geologischen Verein (1959) und
- Ehrenmitglied der Geologischen Vereinigung e. V. (1960)

Schließlich war er noch Namensgeber des Hans Schneiderhöhn-Preises für besondere Verdienste der Rheinischen Naturforschenden Gesellschaft (RNG) und des Naturhistorischem Museum Mainz.
Ihm zu Ehren wurde von Joachim Ottemann, Bernhard Nuber und Bruno H. Geier im Jahre 1973 ein in der zweiten Oxidationszone der Tsumeb Mine gefundenes Fe2+-Fe3+-Arsenit-Mineral als Schneiderhöhnit benannt.
Schneiderhöhn war erster Präsident des Schwarzwaldvereins, der 1934 auf Anordnung des „Reichswanderführes“ durch Fusion aus dem Badischen und dem Württembergischen Schwarzwaldverein gebildet wurde.

## Schriften (Auswahl)
- Anleitung zur mikroskopischen Bestimmung und Untersuchung von Erzen und Aufbereitungsprodukten besonders im auffallenden Licht. Berlin: Ges. Deutscher Metallhütten- und Bergleute, 1922
- Lehrbuch der Erzmikroskopie (mit Paul Ramdohr; 2 Teile, Berlin: Gebr. Borntraeger, 1931–34)
- Lehrbuch der Erzlagerstättenkunde (1941)
- Entwicklung der mineralogischen und geologischen Erderkenntnis im 19. Jahrhundert (1948)
- Einführung in die Kristallographie (1949)
- Erzmikroskopisches Praktikum. Stuttgart: Schweizerbart’sche Verlagsbuchhandlung, 1952
- Die Erzlagerstätten der Erde (wovon nur die ersten zwei Bände 1958–61 fertiggestellt wurden)
  - Band 1. Die Erzlagerstätten der Frühkristallisation (1958)
  - Band 2. Die Pegmatite (1961) Insbesondere dieser Band gilt als ein Meisterwerk der Mineralogie.